# 新城街道 (黄山市)
新城街道，是中华人民共和国安徽省黄山市黄山区下辖的一个乡镇级行政单位。

## 行政区划
新城街道下辖以下地区：
龙西社区、龙北社区、芙蓉社区和平湖东路社区。